# Eodorcadion darigangense
Eodorcadion darigangense là một loài bọ cánh cứng trong họ Cerambycidae.